# Vinstmarginal
Vinstmarginal är ett nyckeltal som anger företagets vinst i förhållande till omsättning. Ibland åsyftas också resultatet i relation till priset.

## Varianter
Det råder delade meningar om vilken vinst man pratar om, det vill säga hur långt ner i resultaträkningen man ska gå när man definierar täljaren. De vanligaste varianterna är:
1. Vinstmarginal = Vinst före finansnetto / omsättning
2. Vinstmarginal = Årets resultat / omsättning

I alternativ två räknar man alltså efter skatt. Detta är vanligt speciellt i USA, där man pratar om net profit ('nettovinst') i täljaren.
Notera att alternativ ett är väldigt likt nyckeltalet rörelsemarginal.

## Användning och olika ord
Vinstmarginal är ett vanligt förekommande nyckeltal vid så kallad finansanalys. Hur företaget finansierat sin verksamhet är alltså ovidkommande vid vinstmarginalsräkning.
Begreppet ibland även för överskottsgrad eller kapitalersättningsmarginal.